# Zaleodes xylochroa
Zaleodes xylochroa är en fjärilsart som beskrevs av George Francis Hampson 1926. Zaleodes xylochroa ingår i släktet Zaleodes och familjen nattflyn. Inga underarter finns listade i Catalogue of Life.